# سیدی خلیفه (استان میله)
سیدی خلیفه (به عربی: سيدي خليفة) یک شهرداری در الجزایر است که در استان میله واقع شده‌است. سیدی خلیفه ۴٬۵۰۵ نفر جمعیت دارد.